# Inuleae
Die Tribus Inuleae gehört zur Unterfamilie Asteroideae innerhalb der Pflanzenfamilie der Korbblütler (Asteraceae). Sie enthält 40 bis 60 Pflanzengattungen mit 500 bis 600 Arten.

## Beschreibung

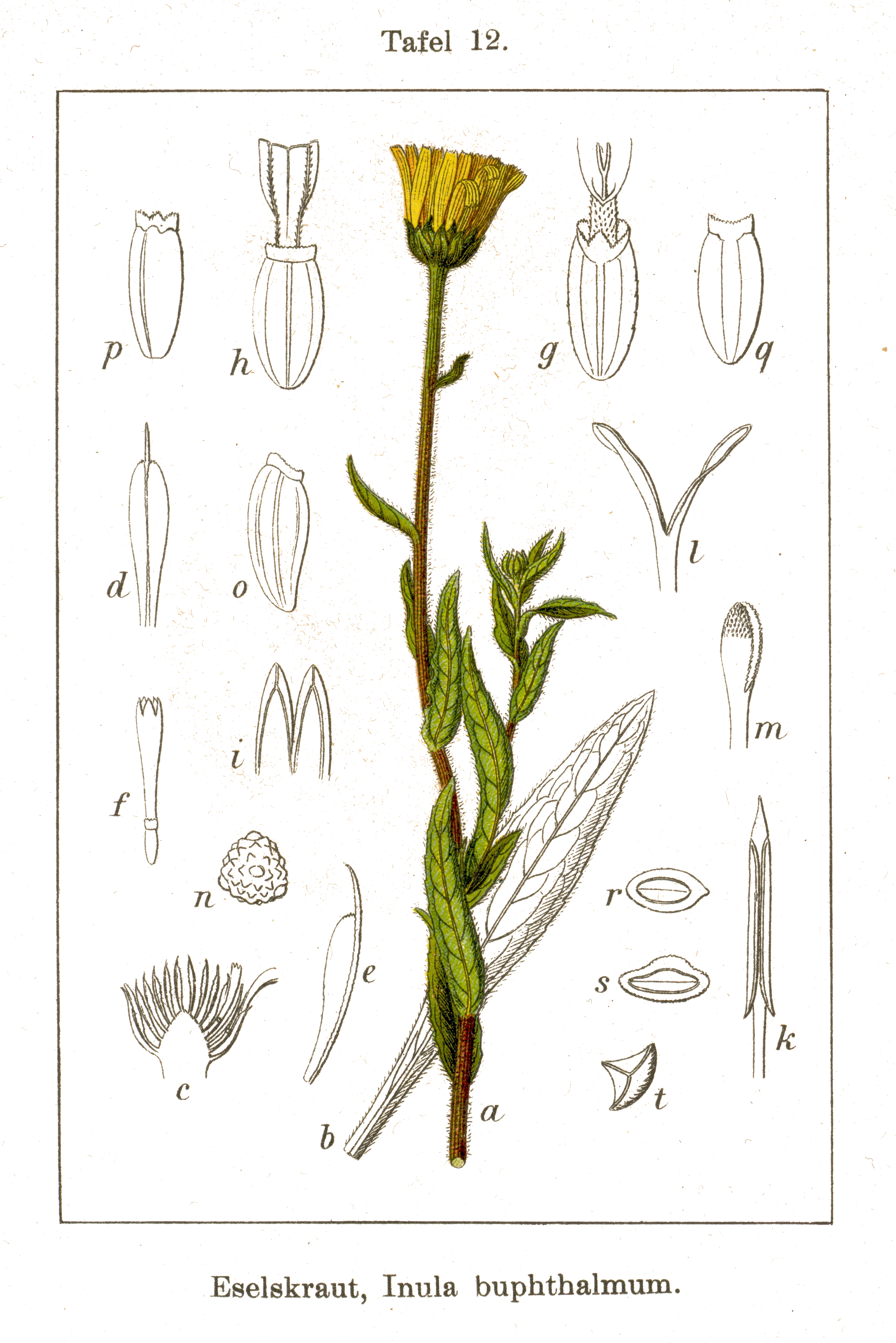
Illustration von Buphthalmum salicifolium

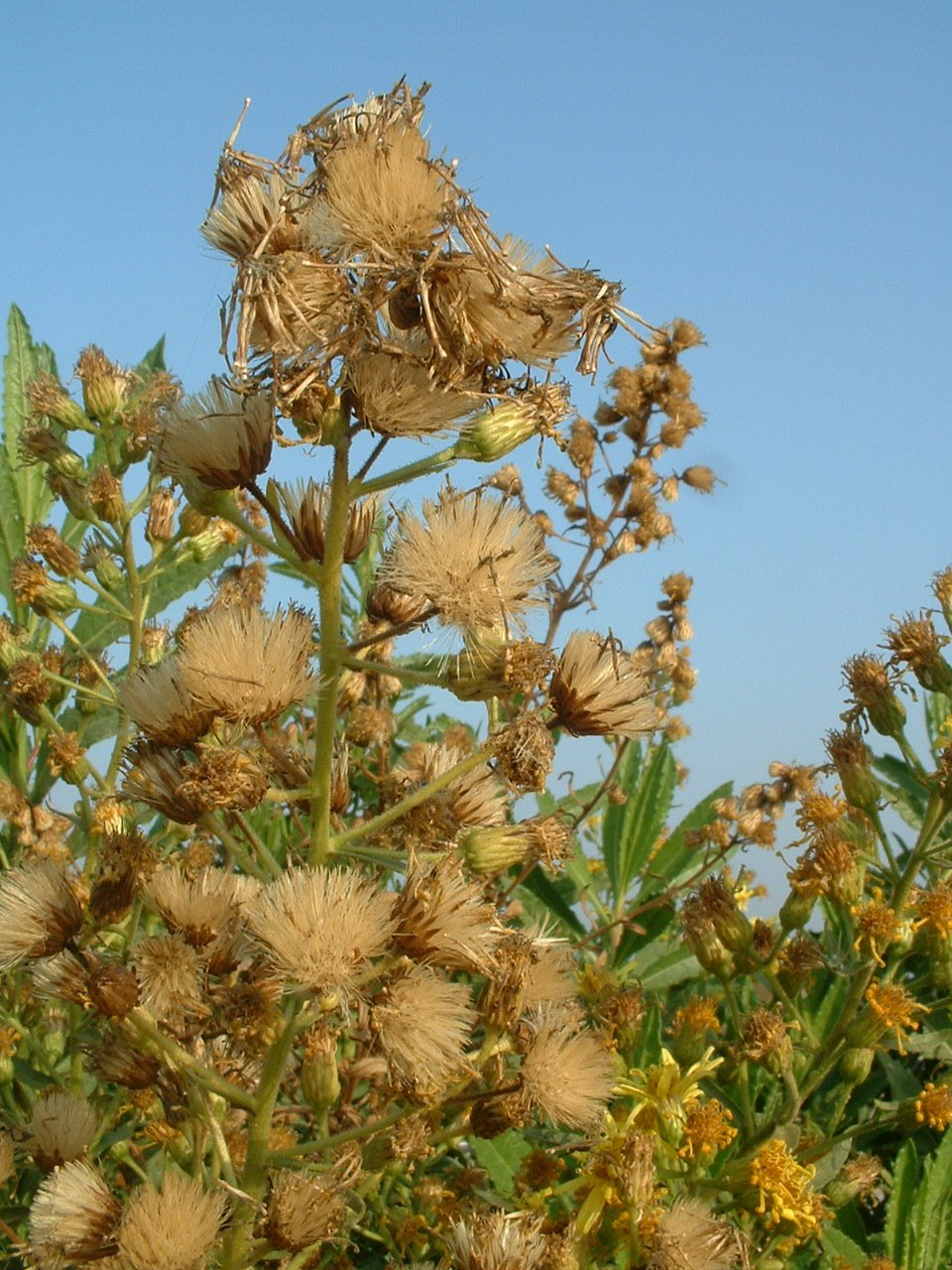
Fruchtstand von Dittrichia viscosa

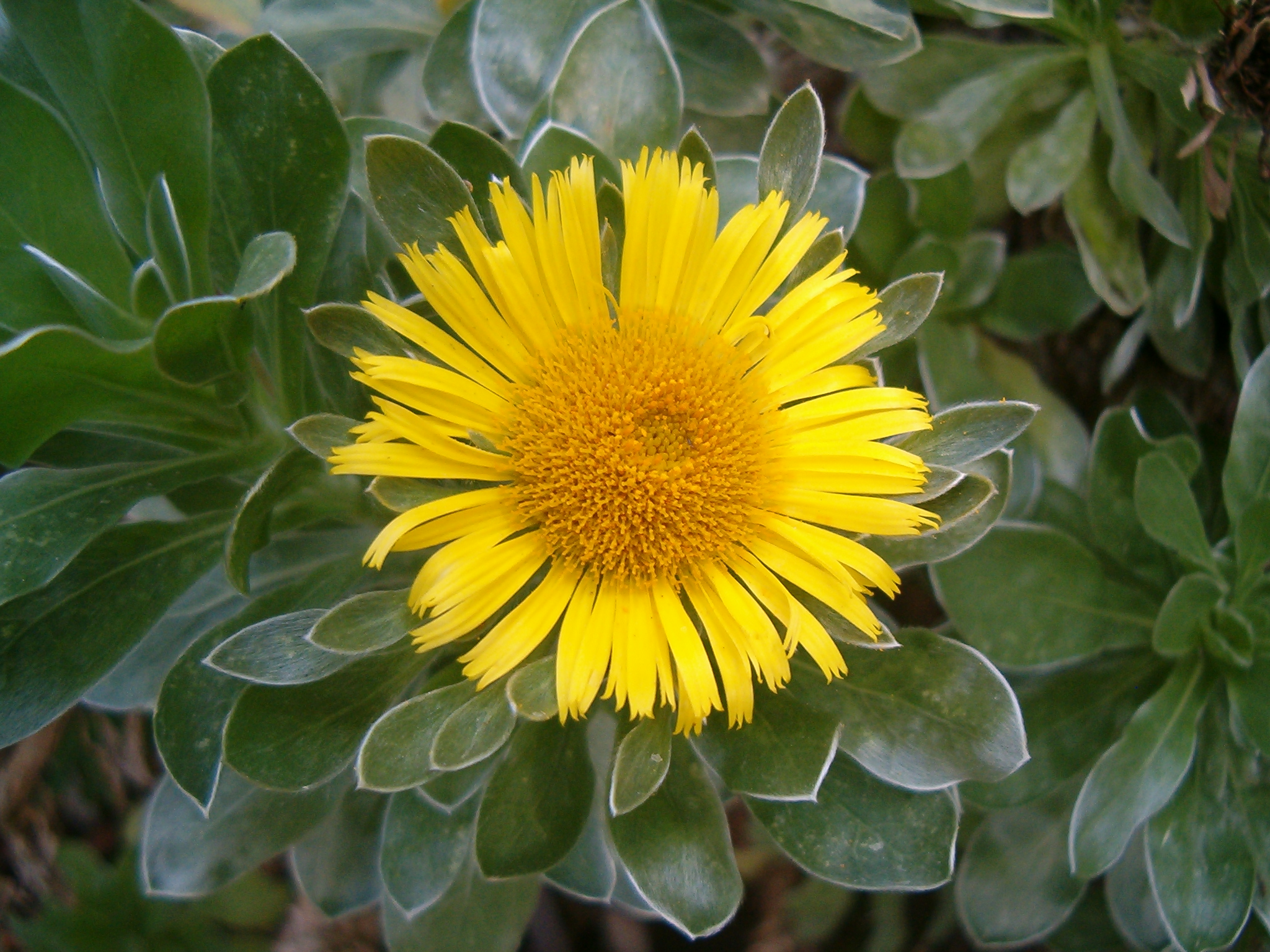
Blütenkorb von Asteriscus sericeus

### Erscheinungsbild und Blätter
Es sind meist ein- bis zweijährige oder ausdauernde krautige Pflanzen, seltener Halbsträucher, Sträucher oder kleine Bäume.
Die in grundständigen Rosetten oder am Stängel verteilt, meist wechselständig, selten gegenständig angeordneten Laubblätter sind gestielt oder ungestielt. Die Blattspreiten sind meist einfach oder selten fiedrig geteilt. Die Blattränder sind glatt, gezähnt oder gesägt.

### Blütenstände, Blüten und Früchte
Die körbchenförmigen Blütenstände stehen manchmal einzeln oder oft in verzweigten, doldentraubigen, rispigen oder traubigen Gesamtblütenständen zusammen. Die Blütenkörbe sind mehr oder weniger scheibenförmig. Die mehr oder weniger in Form und Größe verschiedenen Hüllblätter stehen in selten nur zwei, meist drei bis mehr als sieben Reihen zusammen; ihre Ränder und Spitzen sind meist papierartig. Der flache bis konvexe, selten konkave Korbboden ist meist unbehaart.
Im körbchenförmigen Blütenstand befinden sich Zungen- und Röhrenblüten. Alle Blüten sind meist gelb, manchmal rötlich bis selten purpurfarben. Am Rand befinden sich meist eine, selten zwei oder mehr Reihen zygomorpher Zungenblüten, sogenannte Strahlenblüten; sie sind meist weiblich und fertil. Die radiärsymmetrischen Röhrenblüten, sogenannte Scheibenblüten sind zwittrig und alle fertil mit meist vier-, selten fünf Kronzipfel. Die Staubbeutel besitzen Anhängsel. Am Griffel sind meist keine Anhängsel erkennbar.
Alle Achänen eines Fruchtstandes sind meist gleich und oft gerippt. In diesem Tribus ist meist ein Pappus vorhanden. Die Pappusborsten sind meist bärtig bis selten fedrig.

## Systematik und Verbreitung

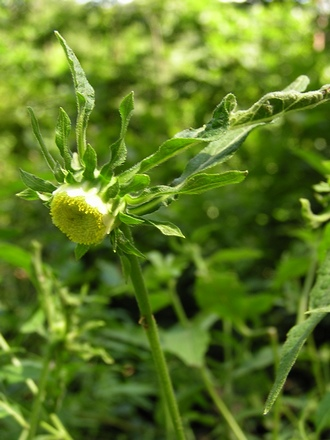
Nickende Kragenblume (Carpesium cernuum)

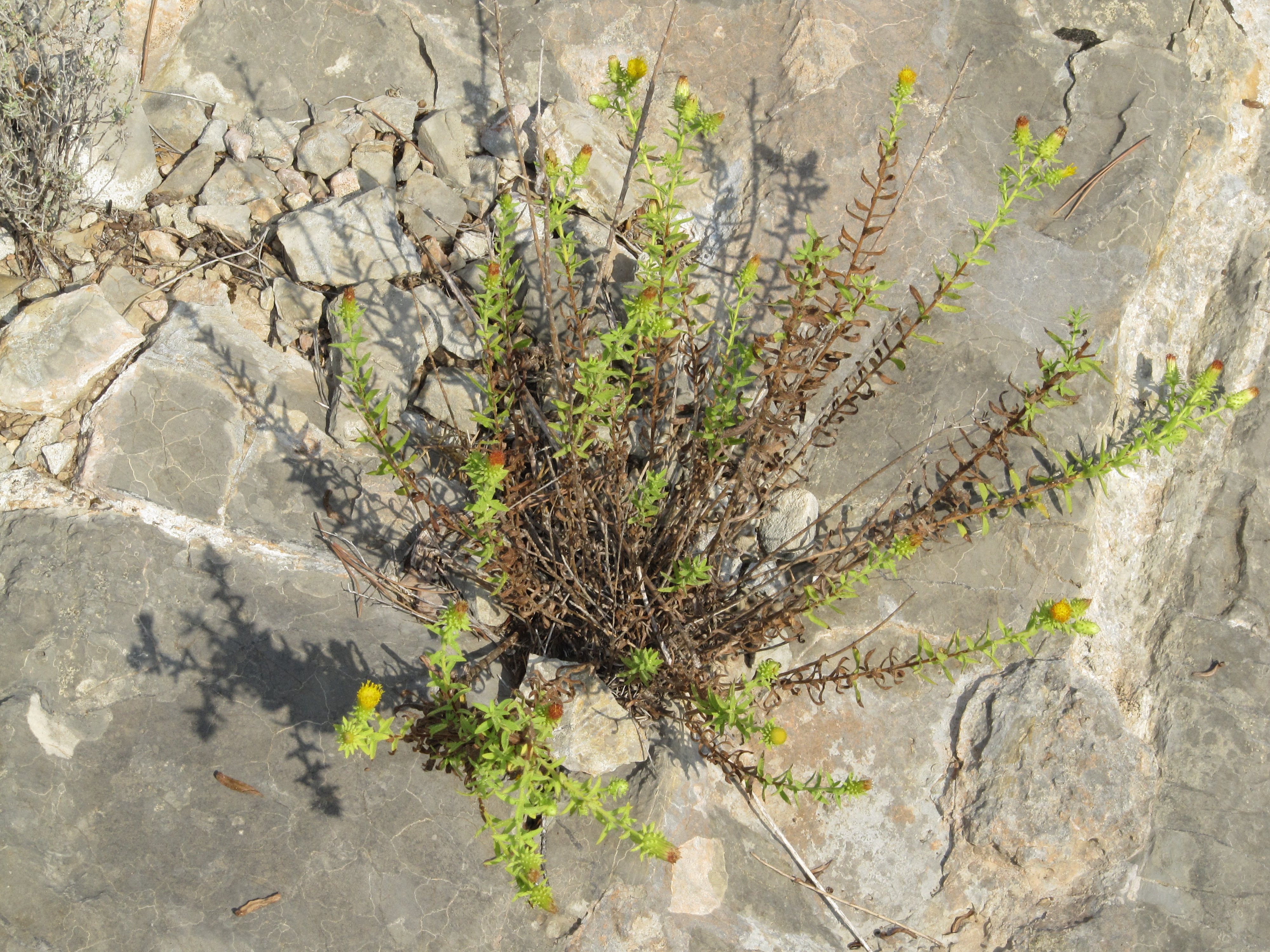
Habitus und Blütenkörbe von Chiliadenus glutinosus

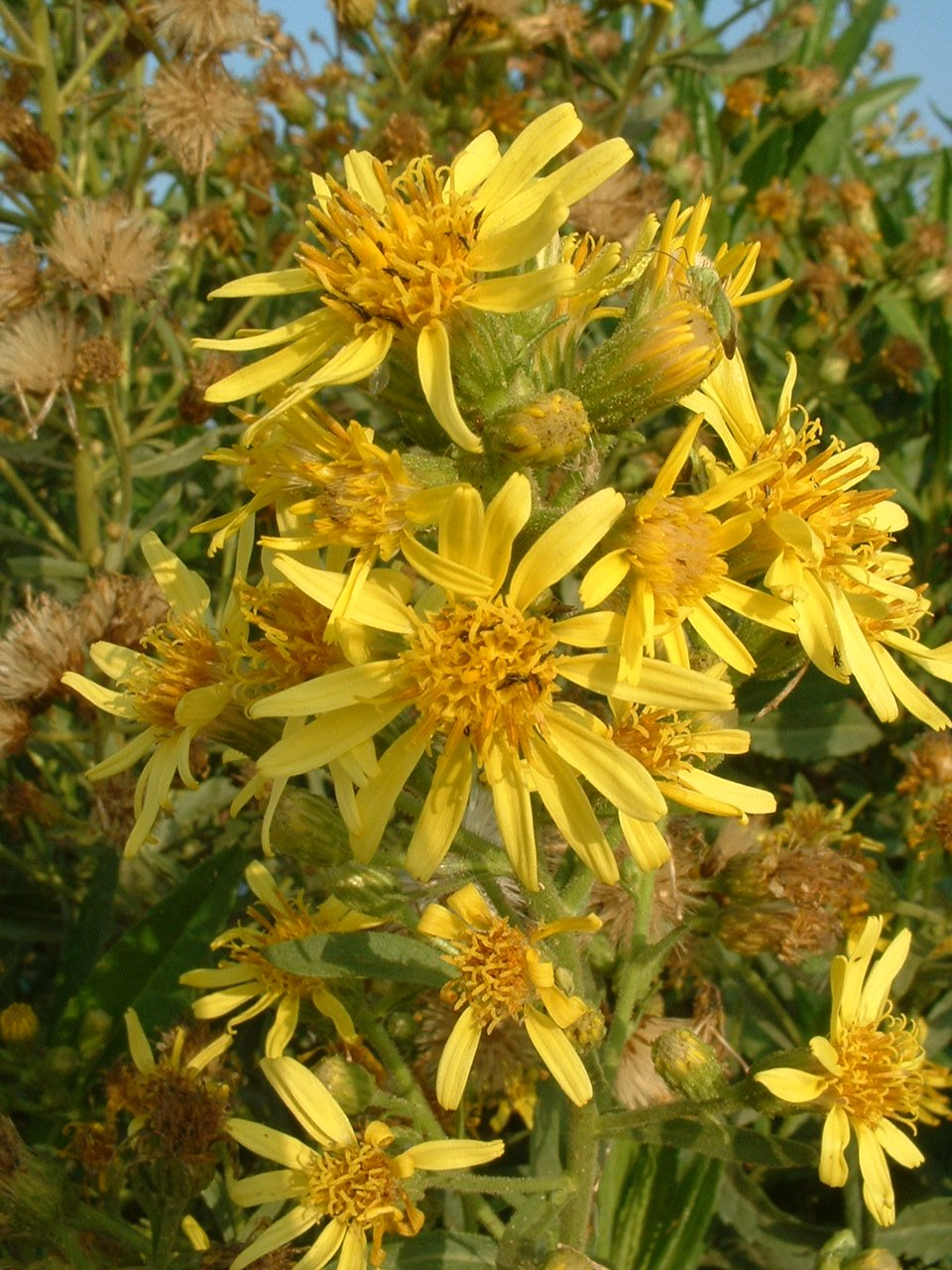
Ausschnitt eines Blütenstandes von Dittrichia viscosa

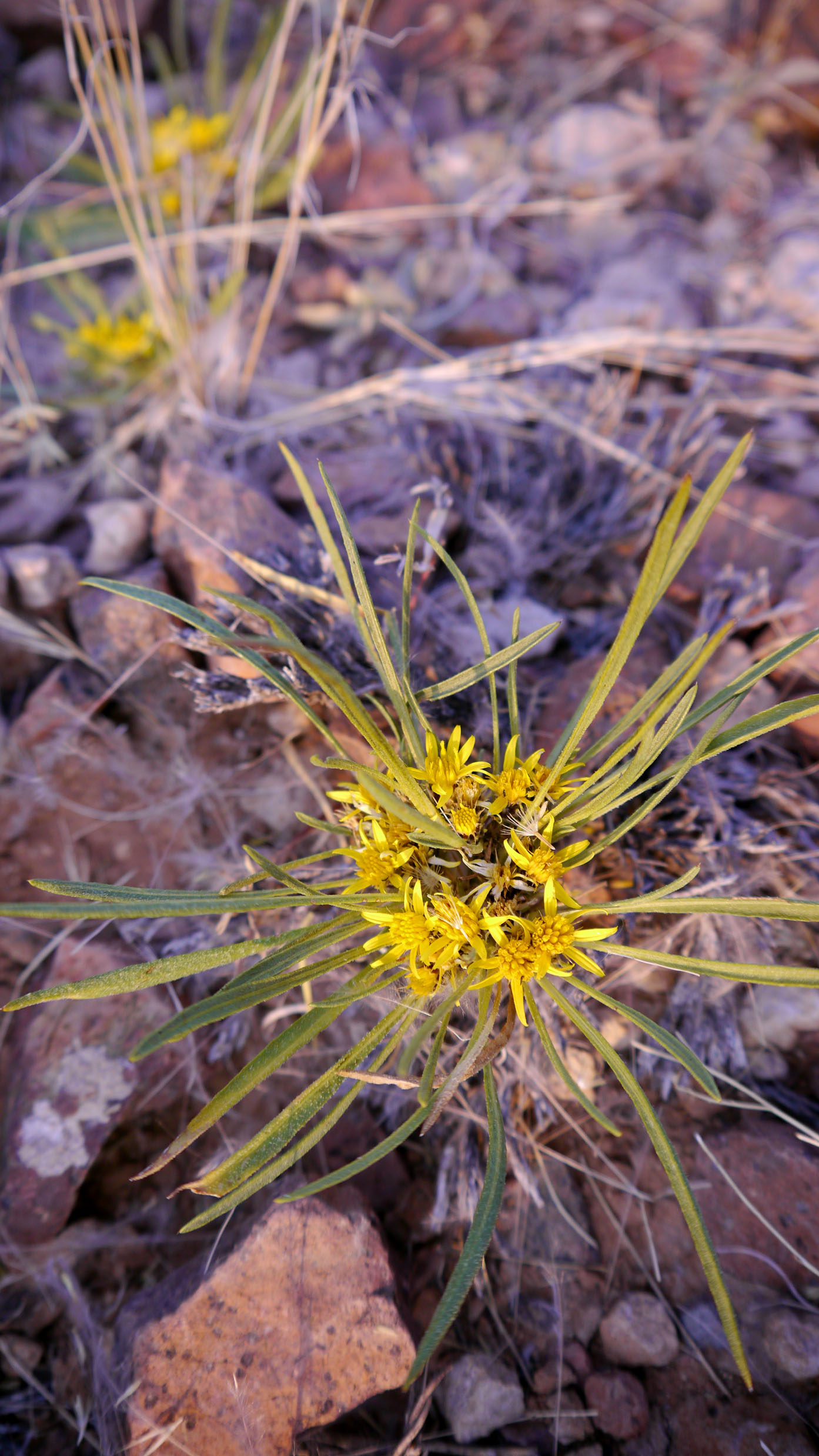
Habitus und Blütenkörbe von Geigeria ornativa

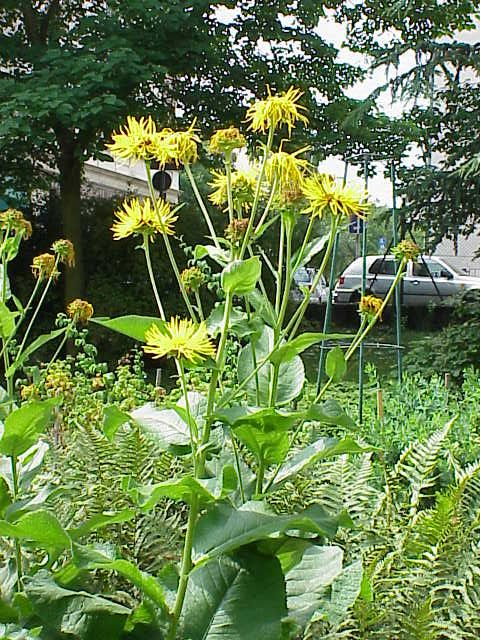
Habitus und Gesamtblütenstand mit mehreren Blütenkörbchen von Inula magnifica

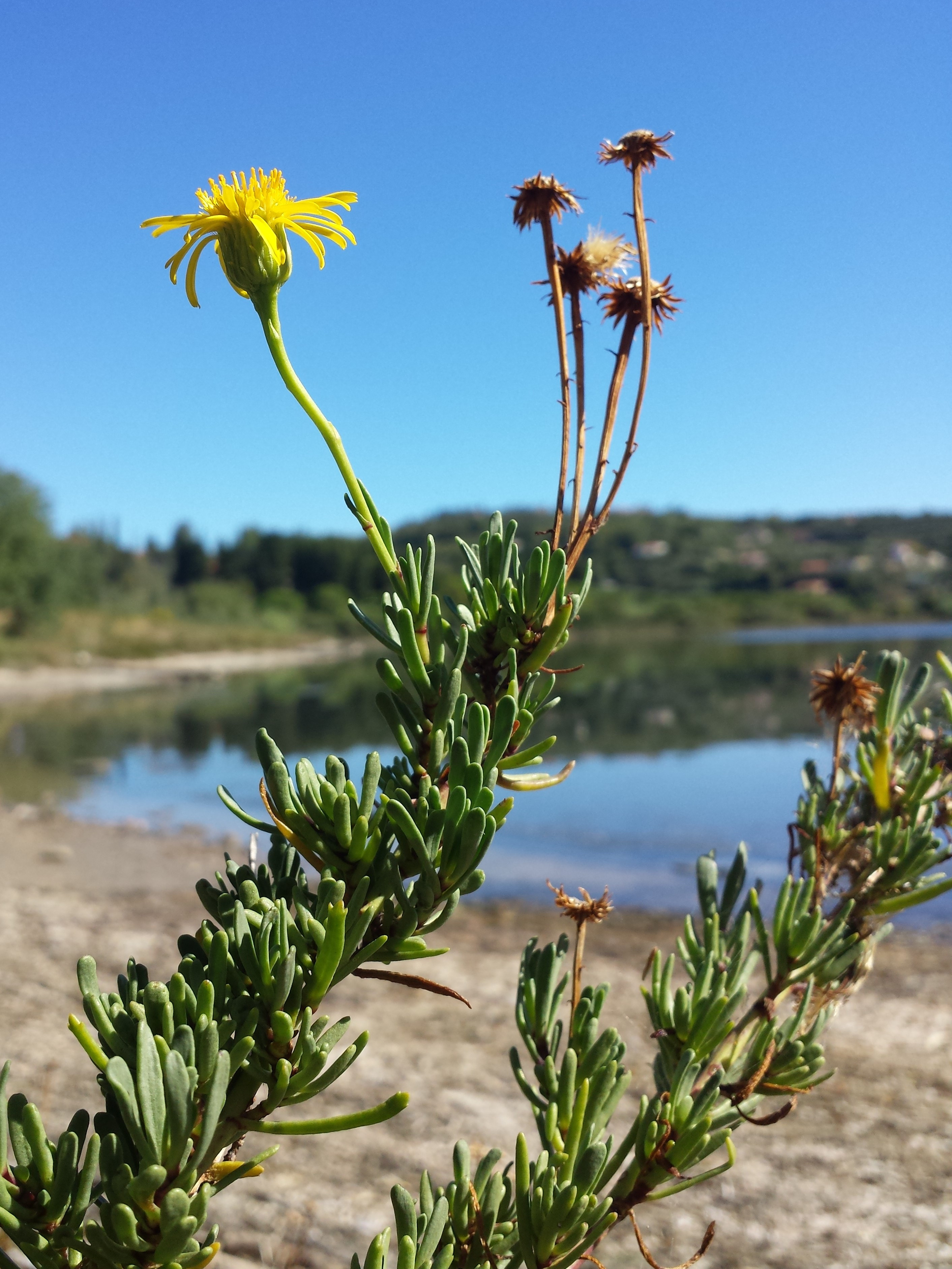
Salz-Alant (Limbarda crithmoides)

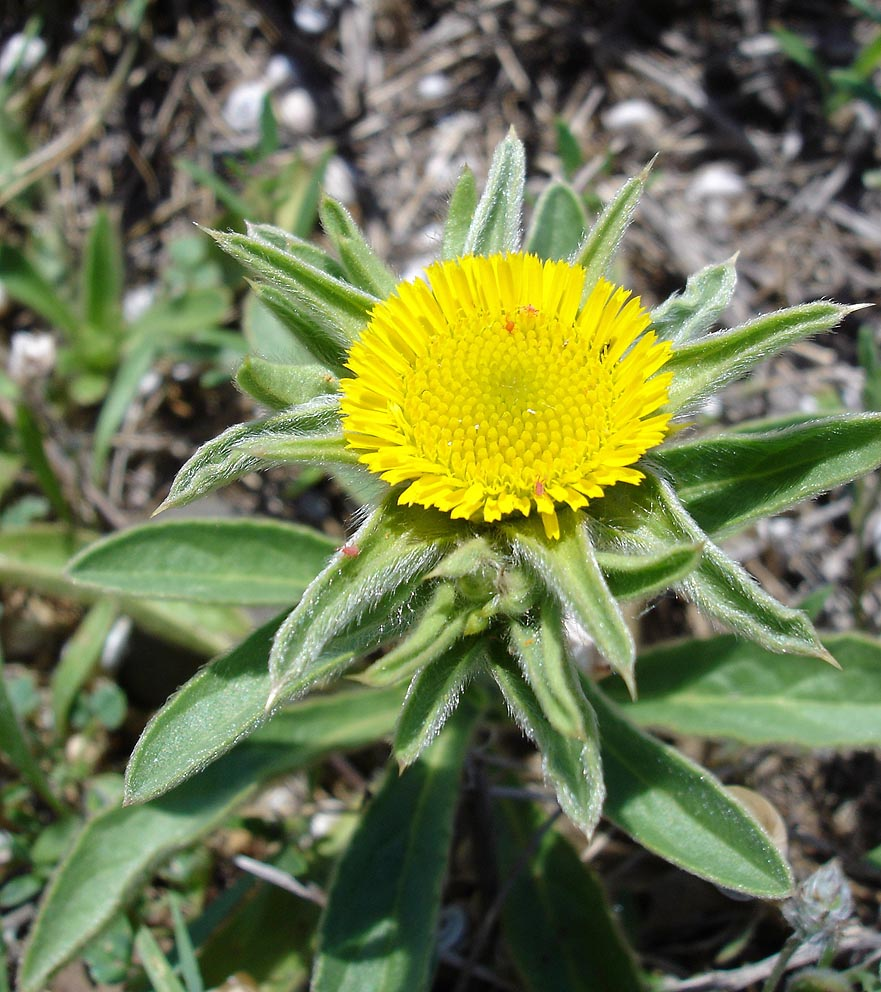
Blütenkörbchen von Pallenis spinosa mit vielen Zungen- und noch knospigen Röhrenblüten

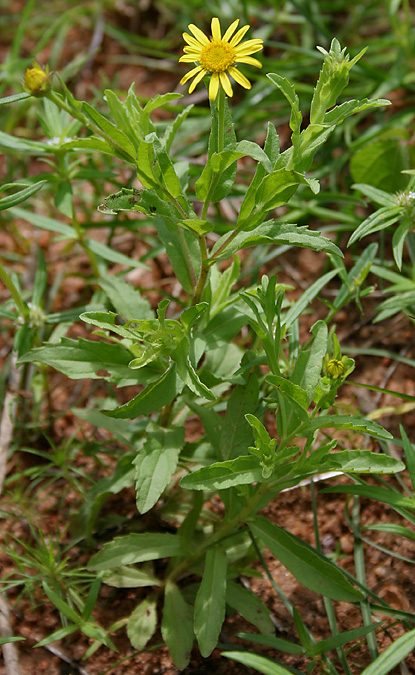
Habitus, Laubblätter und Gesamtblütenstand mit mehreren Blütenkörbchen von Pulicaria wightiana

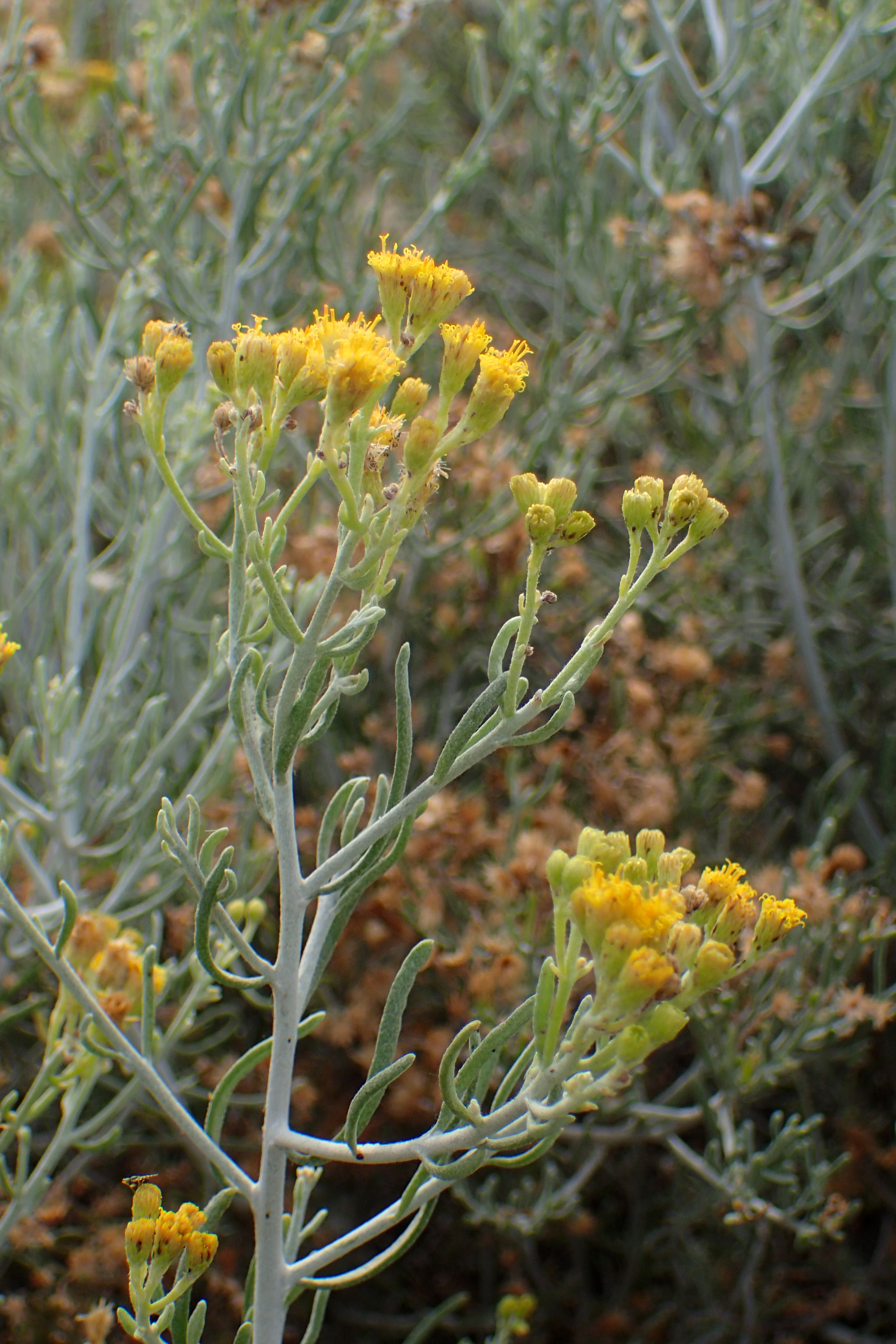
Seidenhaarige Schizogyne (Schizogyne sericea)

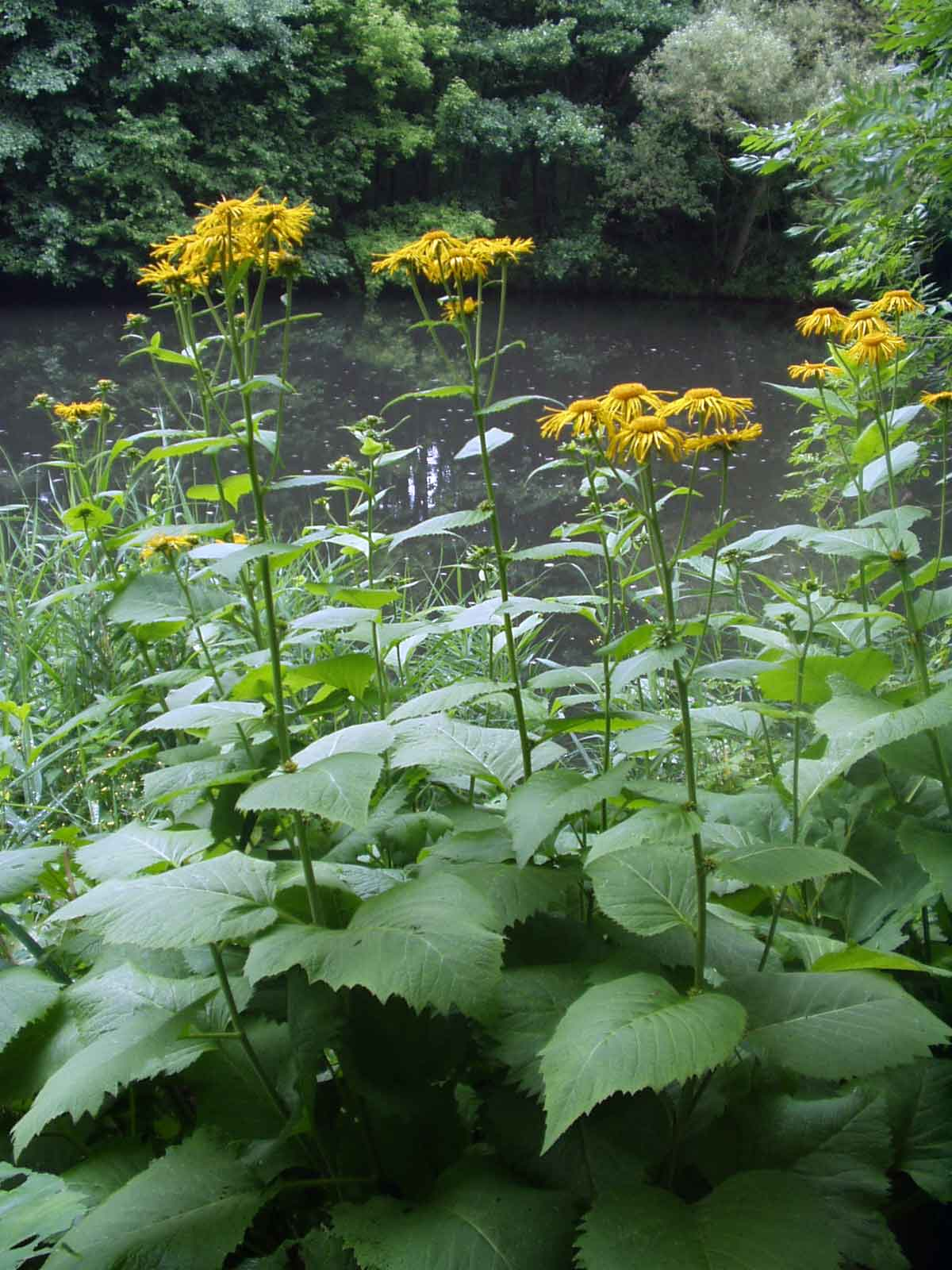
Habitus, Laubblätter und Gesamtblütenstand der Großen Telekie (Telekia speciosa)

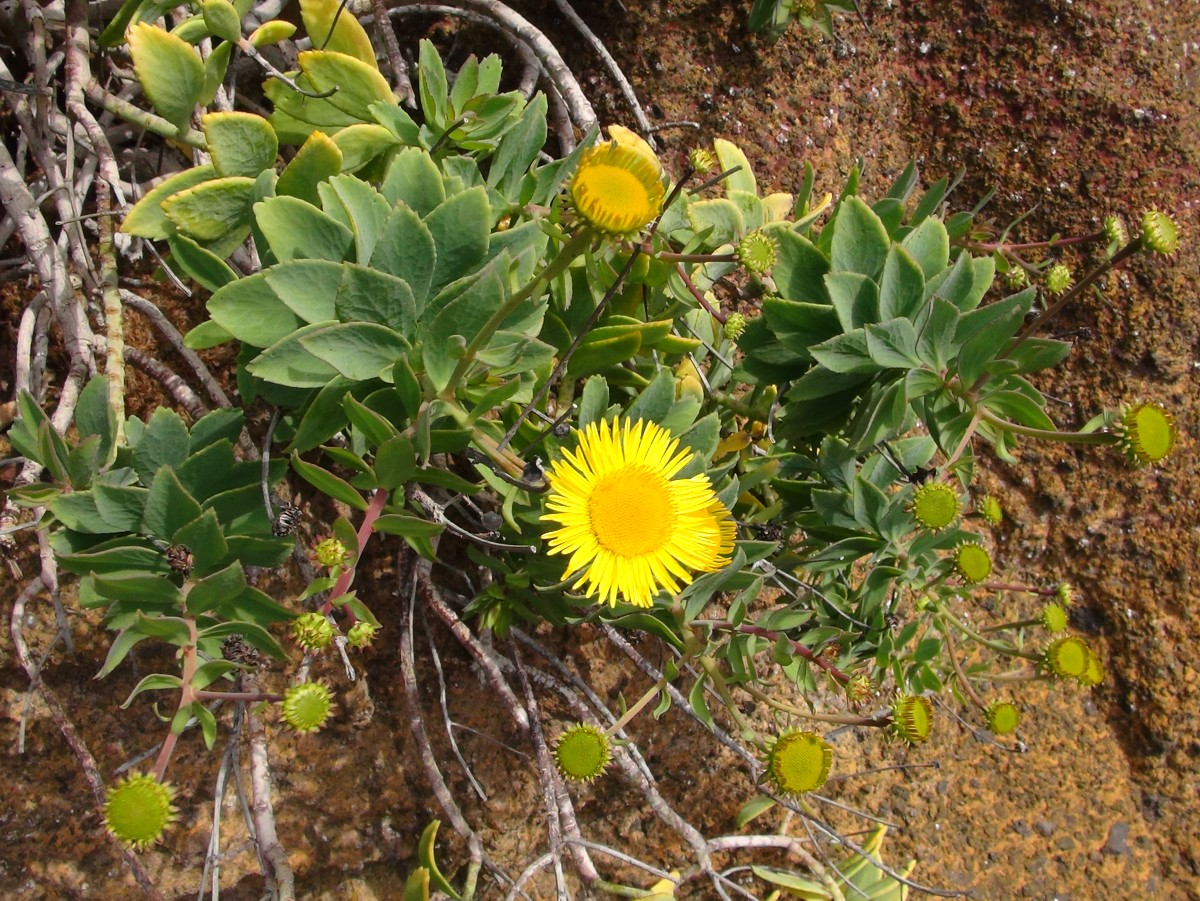
Vieraea laevigata

Die Tribus Inuleae wurde 1819 durch Alexandre Henri Gabriel de Cassini in Journal de Physique, de Chimie, d'Histoire Naturelle et des Arts, 88, Seite 193–195 aufgestellt. Typusgattung ist Inula L. Der botanische Gattungsname Inula leitet sich aus dem griechischen Wort hinaein für ausleeren, reinigen her, dies bezieht sich auf die abführende Wirkung des „Wurzelstocks“ einiger Inula-Arten.
Aus der früher viel größeren Tribus Inuleae wurden die Tribus Gnaphalieae ausgegliedert; davor hatte diese Tribus einen Umfang von bis zu 200 Gattungen und 2000 Arten. Die Verwandtschaftsverhältnisse der Gattung der Tribus Inuleae Cass. und Plucheeae (Cass. ex Dum.) Anderberg wurde lange diskutiert und es handelt sich seit Anderberg et al. 2005 um zwei Subtribus Plucheinae Cass. ex Dum. und Inulinae (Cass.) Dum. innerhalb der Tribus Inuleae.
Die Taxa der Tribus Inuleae haben ihre ursprüngliche Heimat hauptsächlich in der Alten Welt. In Nordamerika breiteten sie sich mit einigen Gattungen und vielen Arten hauptsächlich durch den Menschen aus (Neophyten). Das Hauptverbreitungsgebiet liegt in Eurasien und im nördlichen Afrika. Sie gedeihen in tropischen, subtropischen und gemäßigten Gebieten.
Die Tribus Inuleae enthält etwa (40 bis) 60 Gattungen mit etwa 500 bis 600 Arten:
- Adelostigma Steetz: Die nur zwei Arten sind im tropischen Afrika verbreitet.
- Allagopappus Cass.: Die zwei Arten immergrüner Sträucher sind auf den Kanarischen Inseln beheimatet.[5]
- Allopterigeron Dunlop: Sie enthält nur eine Art:
  - Allopterigeron filifolius (F.Muell.) Dunlop (Syn.: Pluchea filifolia F.Muell., Pterigeron filifolius (F.Muell.) Benth.): Sie ist in den nördlichen australischen Bundesstaaten Western Australia, Northern Territory sowie Queensland verbreitet.[6]
- Amblyocarpum Fisch. & Mey.: Sie enthält nur eine Art:
  - Amblyocarpum inuloides Fisch. & Mey.: Sie kommt in der Kaukasusregion vor.[5]
- Antiphiona Merxm.: Die zwei Arten kommen nur in Namibia vor.
- Anvillea DC. (Syn.: Anvilleina Maire): Sie enthält nur zwei Arten, die im nördlichen Mittelmeerraum vorkommen.[5]
- Asteriscus Tourn. ex Mill.: Die etwa acht Arten sind im Mittelmeerraum und Makaronesien verbreitet. Darunter:
  - Einjähriger Strandstern (Asteriscus aquaticus (L.) Less.)
- Blumea DC. (Syn.: Blumeopsis Gagnepain., Nanothamnus Thoms., Merrittia Merr., Leveillea Vaniot, Placus Lour.): Die (50 bis) etwa 100 Arten sind im tropischen Asien, Afrika und Australien, auf den Philippinen sowie auf pazifischen Inseln verbreitet. In China gibt es etwa 30 Arten, davon sechs nur dort.[7] 2008 neu zur Gattung gestellt wurde:
  - Blumea sericea (Thoms.) Anderb. & A.K.Pandey (Syn.: Nanothamnus sericeus Thoms.): Dieser Endemit kommt nur im westlichen Indien in den Westghats in den Distrikten Nasik, Pune sowie Shimoga in Maharashtra und Kamataka vor.[8]
- Ochsenaugen (Buphthalmum L.): Die nur zwei bis drei Arten sind in Europa verbreitet:[5][7]
  - Buphthalmum inuloides Moris: Es ist ein Endemit auf Sardinien.[5]
  - Ochsenauge (Buphthalmum salicifolium L.)
- Caesulia Roxb.: Sie enthält nur eine Art:
  - Caesulia axillaris Roxb.: Sie kommt im Himalaya von Indien, Nepal und Myanmar vor.
- Calostephane Benth.: Mit sechs Arten im tropischen Afrika und Madagaskar.
- Kragenblumen (Carpesium L.): Die etwa 20 Arten sind in Eurasien verbreitet, davon 16 in China.[7]
- Chiliadenus Cass.: Die etwa zehn Arten sind im Mittelmeerraum verbreitet,[5] beispielsweise:
  - Chiliadenus bocconei Brullo (Syn.: Jasonia bocconei (Brullo) M.Pardo & R.Morales)
- Chrysophthalmum Sch.Bip.: Die etwa drei Arten sind in der Türkei[5], in Syrien und im Irak verbreitet.
- Coleocoma F.Muell.: Sie enthält nur eine Art:
  - Coleocoma centaurea Roxb.: Sie ist in den nördlichen australischen Bundesstaaten Western Australia sowie Northern Territory verbreitet.
- Cratystylis S.Moore: Die etwa drei diözischen Arten sind in Australien verbreitet.
- Delamerea S.Moore: Sie enthält nur eine Art:
  - Delamerea procumbens S.Moore: Sie ist in Ostafrika verbreitet.
- Klebalant (Dittrichia Greuter): Die nur zwei im Mittelmeerraum beheimateten Arten sind fast weltweit Neophyten:[1]
  - Schmalblättriger Klebalant (Dittrichia graveolens (L.) Greuter, Syn.: Inula graveolens (L.) Desf., Inula quadridentata Lag.)[5]
  - Breitblättriger Klebalant (Dittrichia viscosa (L.) Greuter): Es gibt vier Unterarten.[5]
- Duhaldea DC.: Die etwa 14 Arten sind in Afrika, im zentralen und östlichen Asien sowie Südostasien verbreitet. In China gibt es acht Arten, drei davon nur dort.
- Epaltes Cass.: Die etwa 14 Arten sind in Afrika, Asien, Australien, Zentral- und Südamerika verbreitet.
- Geigeria Griess.: Von den etwa 27 Arten sind 21 in der Capensis und die restlichen Arten in anderen Teilen Afrikas verbreitet.
- Ighermia Wikl.: Sie enthält nur eine Art:
  - Ighermia pinifolia (Maire & Wilczek) Wikl.: Sie kommt in Marokko vor.
- Alant (Inula L.): Die etwa 100 Arten sind in Afrika und Eurasien verbreitet. In China gibt es 17 Arten davon drei nur dort. Drei Arten sind in vielen Gebieten der Welt Neophyten.[7]
- Iphiona Cass.: Die elf Arten sind in Ägypten, Israel, Jordanien, Sudan, Äthiopien, Somalia, Saudi-Arabien, Jemen, Oman, Iran und Pakistan verbreitet.
- Iphionopsis A.Anderb.: Die nur drei Arten sind in Afrika einschließlich Madagaskar verbreitet.
- Jasonia Cass.: Sie enthält nur noch eine Art:
  - Jasonia tuberosa (L.) DC. (Syn.: Jasonia obtusifolia Pau): Sie kommt wohl nur in Spanien vor.[5]
- Karelinia Less.: Sie enthält nur eine Art:
  - Karelinia caspia (Pallas) Lessing: Sie kommt im zentralen und südwestlichen Asien, Kaspische Region vor.
- Laggera Schultz Bip. ex C. Koch: Die etwa 17 Arten sind im tropischen Afrika, Arabien und Asien verbreitet.
- Lifago Schweinf. & Muschl.: Sie enthält nur eine Art:
  - Lifago dielsii Schweinf. & Muschl. (Syn.: Niclouxia saharae Batt.): Sie kommt in Algerien und Marokko vor.[5]
- Limbarda Adans.: Sie enthält in Eurasien sowie Nordafrika die beiden Arten:
  - Salz-Alant (Limbarda crithmoides (L.) Dumort., Syn.: Inula crithmoides L.)[5]
  - Limbarda salsoloides (Turcz.) Ikonn.: Sie kommt nur in der Mongolei vor.
- Monarrhenus Cass.: Von den nur zwei Arten kommt eine nur auf Réunion und die andere auf Réunion und Mauritius und vor.
- Neojeffreya Cabr.: Sie enthält nur eine Art:
  - Neojeffreya decurrens (L.) Cabrera: Sie stammt aus Madagaskar und ist in Teilen Afrikas ein Neophyt.
- Ondetia Benth.: Sie enthält nur eine Art:
  - Ondetia linearis Benth.: Sie kommt nur in Namibia vor.
- Pallenis Cass.: Die drei bis sechs Arten sind im Mittelmeerraum und im Nahen Osten verbreitet.[5]
- Pechuel-Loeschea O.Hoffm.: Sie enthält nur eine Art:
  - Pechuel-Loeschea leubnitziae: Sie kommt nur in Namibia vor.
- Pegolettia Cass.: Die etwa neun Arten sind in Afrika und im Nahen Osten verbreitet; alle kommen auch in der Capensis vor.
- Pentanema Cass.: Sie enthält mindestens 17 bis 18 Arten. Seit 2018 werden auch mehrere Arten hierhergestellt, die früher zur Gattung Inula gerechnet wurden. Dann ist diese Gattung in weiten Teilen Eurasiens und in Afrika verbreitet.[9]
- Perralderia Coss.: Die nur drei Arten und zwei Unterarten sind in Nordafrika verbreitet.[5]
- Pluchea Cass.: Die etwa 80 Arten sind in Afrika, Südostasien, Australien, der Neuen Welt und auf pazifischen Inseln verbreitet.
- Pseudoblepharispermum Lebrun & Stork: Die nur zwei Arten sind in Ostafrika verbreitet.
- Pseudoconyza Cuatr.: Sie enthält nur eine Art:
  - Pseudoconyza viscosa (Mill.) D’Arcy: Sie kommt in Zentralamerika, Afrika, südwestlichen Asien, auf dem Indischen Subkontinent und in Taiwan vor.[7]
- Pterocaulon Elliot: Die etwa 18 Arten sind in Südostasien, Australien, Nord- und Südamerika verbreitet.
- Flohkräuter (Pulicaria Gaertn.): Die 77 bis über 100 Arten sind in Afrika und Eurasien verbreitet.
- Rhanteriopsis S.Rauschert: Die vier Arten besitzen ein westliches Verbreitungsgebiet im Libanon und Syrien und ein östliches Verbreitungsgebiet im Iran und Irak entlang der iranischen Grenze.
- Rhanterium Desf.: Die etwa drei Arten sind im westlichen Nordafrika, der Arabischen Halbinsel, Irak und Iran verbreitet.
- Rhodogeron Griseb.: Sie enthält nur eine Art:
  - Rhodogeron coronopifolius Griseb.: Sie kommt nur in Kuba vor.
- Schizogyne Cass.: Die nur zwei Arten kommen nur auf den Kanarischen Inseln vor:[5]
  - Kahle Schizogyne (Schizogyne glaberrima DC.)
  - Seidenhaarige Schizogyne (Schizogyne sericea (L. f.) DC.)
- Sphaeranthus L.: Die etwa drei Arten sind im tropischen bis subtropischen Afrika und Asien, einige Arten auch in Australien verbreitet.
- Stenachaenium Benth.: Die etwa fünf Arten sind in Südafrika verbreitet.
- Telekia Baumg.: Sie enthält nur noch eine Art:
  - Große Telekie (Telekia speciosa (Schreb.) Baumg., Syn.: Telekia cordifolia DC.): Sie ist in der nördlichen Türkei, in der Kaukasusregion, in Osteuropa (Ungarn, Polen, Slowakei, Ukraine) und Südosteuropa verbreitet.[5]
- Thespidium F.Muell. ex Benth.: Sie enthält nur eine Art:
  - Thespidium basiflorum F.Muell.: Sie ist in den nördlichen australischen Bundesstaaten Western Australia, Northern Territory sowie Queensland verbreitet.
- Triplocephalum O.Hoffm.: Sie enthält nur eine Art:
  - Triplocephalum holstii O.Hoffm.: Sie ist in Ostafrika verbreitet.
- Varthemia DC.: Sie enthält nur eine Art:
  - Varthemia persica DC.: Sie ist im Iran, Afghanistan und Pakistan verbreitet.
- Vieraea Webb & Berth.: Sie enthält nur eine Art:
  - Vieraea laevigata Webb & Berth.: Sie kommt nur auf Kanarischen Inseln vor.[5]
- Xerolekia Anderb.: Sie enthält nur eine Art:
  - Kleine Telekie (Xerolekia speciosissima (L.) Anderb., Syn.: Buphthalmum speciosissimum Ard., Telekia speciosissima (L.) Less.): Dieser Endemit kommt nur im nördlichen Italien zwischen dem Luganer See und dem Gardasee vor.[5]

## Weiterführende Literatur
- Markus Englund, Pimwadee Pornpongrungrueng, Mats H. G. Gustafsson, Arne A. Anderberg: Phylogenetic relationships and generic delimitation in Inuleae subtribe Inulinae (Asteraceae) based on ITS and cpDNA sequence data. In: Cladistics, Volume 25, Issue 4, 2009, S. 319–352. doi:10.1111/j.1096-0031.2009.00256.x
- Pimwadee Pornpongrungrueng, Mats H. G. Gustafsson, Finn Borchsenius, Hiroshige Koyama, Pranom Chantaranothai: Blumea (Compositae: Inuleae) in continental Southeast Asia. In: Kew Bulletin, Volume 71, Issue 1, 2016. doi:10.1007/s12225-016-9612-2
- Stephan Nylinder, Arne A. Anderberg: Phylogeny of the Inuleae (Asteraceae) with special emphasis on the Inuleae‐Plucheinae. In: Taxon, Volume, 64, Issue 1, 2015, S. 110–130.